# Free (Nice Little Penguins-album)
 For alternative betydninger, se Free. (Se også artikler, som begynder med Free)
Free er det fjerde studiealbum af det danske orkester Nice Little Penguins. Det udkom i 26. januar 2004, som det første på bandets eget pladeselskab, South Pole Records.
I forbindelse med indspilningerne til albummet, blev bandets lydmand gennem mange år, Hans Henrik Præstbro (keyboards m.m.), optaget som medlem af Nice Little Penguins.

## Spor
1. "A touch of the sublime"
2. "Lucky guy"
3. "I don't wanna listen to the radio"
4. "Staying in bed"
5. "Black boy white boy"
6. "Truly"
7. "Medley (You never know – Down/Ride a balloon – Belong – The ones you hate)"
8. "I could have been you"
9. "Now is now"
10. "How does it feel now"
11. "How can I be sure"
12. "You chill you burn"
13. "The very end"